# Пятнистая гиена
Пятни́стая гие́на (лат. Crocuta crocuta) — млекопитающее из семейства гиеновых. Единственный современный вид рода Crocuta.

## Внешний вид
Это самый крупный из всех видов гиен: в длину достигает до 1,5 м, при высоте в плечах 92 см, длина черепа до 30 см. Мех короче, чем у других видов, сероватого цвета с бурыми пятнами на боках и на верхних частях ног. Шерсть грубая, щетинистая. Голова бурая, на щеках и затылке с красноватым оттенком, хвост с бурыми кольцами и чёрным кончиком; концы ног беловатые. Окраска подвержена вариациям, бывает светлее и темнее, уши округлой формы. Тело массивное. Так масса взрослых особей, живущих в долине Серенгети составляет 40,5—55,0 кг — у самцов и 44,5—63,9 кг — у самок. В Замбии пятнистые гиены на 10-15% больше — средняя масса у самцов составляет 67 кг, а у самок — 69 кг. Самая большая зарегистрированная масса у гиены — 90 килограмм, однако самка массой 100,2 кг была поймана в Южной Африке, а другая самка массой 93,8 кг - в Ботсване. Из-за того, что у гиен передние ноги длиннее задних, создаётся впечатление неповоротливости и медлительности, но это не так — благодаря этому гиене легче преодолевать на максимальной скорости большие расстояния. Из-за более высокого уровня тестостерона, чем у самцов, у самок образуются ложномужские органы.

## Места обитания и распространение
Пятнистая гиена живёт в южной и восточной Африке, от мыса Доброй Надежды приблизительно до 17° с. ш., вытесняя в тех местах, где она часто встречается, полосатую гиену. В Абиссинии и восточном Судане она встречается с последней в одних и тех же местах, но к югу становится всё многочисленнее, а полосатая гиена мало-помалу исчезает. В Абиссинии пятнистая гиена поднимается в горах до высоты 4000 м.

## Охота
Ещё недавно гиен считали падальщиками, но в ходе многих наблюдений установлено, что в 90 % случаев гиены убивают намеченную жертву. Во время охоты гиены развивают скорость до 60 км/ч. Гиены способны поймать и съесть практически любое животное — от мелких антилоп до буйволов и жирафов.

## Питание
Пятнистые гиены в 4 случаях из 5 охотятся сами, реже поедают падаль. Добычу находят с помощью зрения и слуха. Челюсти создают сильное давление 70 кг/см2, позволяя разгрызать кости. Свалив добычу, пятнистые гиены сразу же начинают её поедать. Пищеварительный тракт длиннее, чем у других хищников такого размера — пища усваивается полностью, а помёт почти не гниёт, выглядит как мел и состоит в основном из фосфата кальция.
Шершавый язык, как у кошек, помогал их предкам с менее сильными челюстями счищать мясо с костей.
В заповеднике Луангва за счёт питания погибшими в 1987 году бегемотами гиены расплодились и сохраняют свою численность благодаря регулярной охоте.
Гиена в одиночку способна свалить антилопу в 3 раза крупнее себя, но чаще они охотятся парами. Стая гиен способна убить буйвола, молодого жирафа или слонёнка.

## Поведение
По образу жизни она сходна с другими гиенами, но по своей величине и силе опаснее их. Вой пятнистой гиены похож на хохот. Хвост показывает социальный статус: задранный кверху хвост означает высокое социальное положение, опущенный — низкое. Запах гиен вызван в основном секрецией желёз, служащих для общения. Демонстрация гениталий служит для снижения агрессивности.
Пятнистые гиены живут семейными группами — кланами. В кланах царит строгая иерархия. Самки с даже самым низким положением и детёныши находятся выше самцов. Дочери, вырастая, обычно занимают следующее за матерью положение. Подросшие самцы переходят в другой клан. Если их примут, то они займут самое низкое иерархическое положение.
Борьба за власть у гиен-самок начинается ещё в детстве. Тогда они устраивают драки, но не шуточные, а со смертельным исходом. Более слабая самка погибает, а у сильной повышается статус. Новорождённые самцы, в свою очередь, никогда не подвергаются гонениям со стороны самок. Если у детёныша-самки родители находятся в более высоком положении, чем родители её соперницы, то они имеют право заступиться за неё.
Нередко между гиенами одного клана может вспыхнуть драка. Таким образом они могут подняться или опуститься по иерархической лестнице, или утвердить свой нынешний статус. Даже после того, как клан отнял у кого-то добычу или сам поймал её, его члены пытаются урвать больший кусок. Те, кто больше всего участвовали в процессе воровства или охоты стараются унести огромные куски туш подальше от остальных.

## Размножение
Роды происходят через 14 недель после зачатия. Самка приносит до 7 детёнышей, в средней Африке к началу дождливого периода, на севере — весной; детёныши помещаются в пещерах или в вырытых норах. Детёныши рождаются зрячими и с зубами. Мать защищает потомство до его взросления. Детёныши покрыты коротким одноцветным мехом; без пятен. Молоко настолько питательно, что детёныши могут до недели обходиться без пищи. Гиены кормят только собственное потомство, но могут присматривать и за потомством самки, которая стоит выше их по иерархической ступени в стае.

## Взаимоотношение с конкурентами
Вопреки бытующему мнению, не гиены пытаются овладеть добычей львов, а львы часто отнимают добычу у гиен. Если львица одна, а гиен много, то они могут попытаться её прогнать, но несколько львиц или даже единственный лев-самец может отогнать от добычи весь клан гиен. Львы также нередко убивают гиен и их детёнышей. С другой стороны, старые львы нередко находят свою смерть в зубах гиен.
Леопарды съедают часть пойманной жертвы, а остальное, чтобы защитить от грабителей, затаскивают на деревья. Нередко добыча свисает чуть выше, чем гиена может дотянуться. В окрестностях Луангвы, где слишком много гиен, леопарды предпочитают убивать небольшую добычу, чтобы сразу затащить на дерево и там поесть. Жертвой гиен могут стать и детёныши леопарда.
Гиеновидные собаки охотятся там же, где и пятнистые гиены, и на ту же добычу. Хотя в рационе гиен больше падали, они менее чувствительны к вирусу бешенства. Собаки быстрые и организованные, их иерархия не такая строгая, а гиены сильные и тяжёлые и их иерархия более жесткая. Клан гиеновидных собак с лёгкостью может разобраться с одной или двумя гиенами, но они уже не смогут так просто справиться с целым кланом гиен. Эти два хищника нередко убивают друг друга и детёнышей конкурентов.
У других хищников гиены часто отнимают их добычу, если та входит в их меню, и охотятся на их детёнышей, а иногда и на них самих. У лисиц гиены могут отобрать нору и использовать её как детскую.
Если клан пятнистых гиен возле падали повстречается с бурыми гиенами, между гиенами разных видов может вспыхнуть драка, в которой победу одержат более крупные и сильные пятнистые гиены. В таких стычках они руководствуются коллективными усилиями и редкой назойливостью.